# Грілло

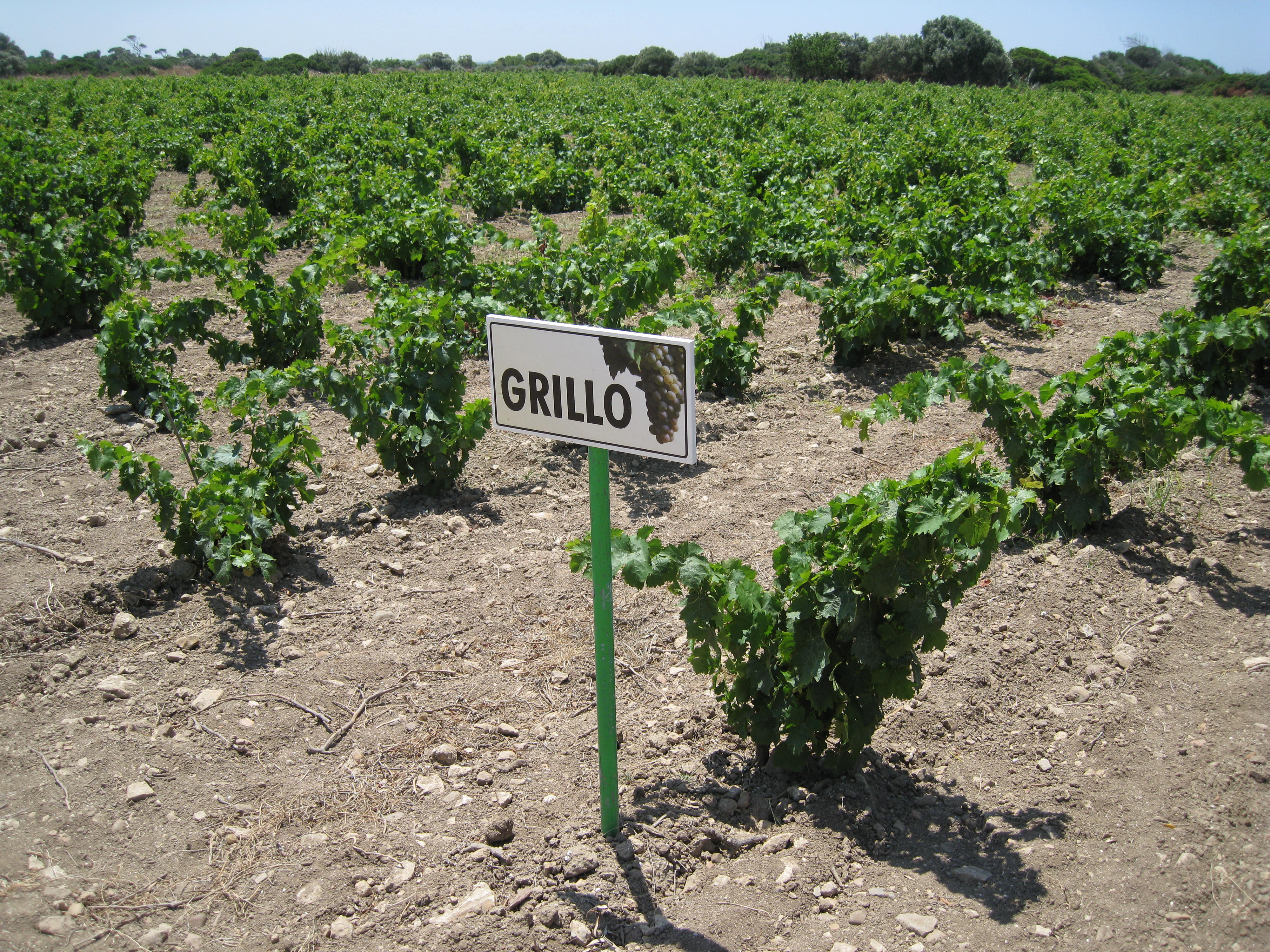
Виноградник Грілло

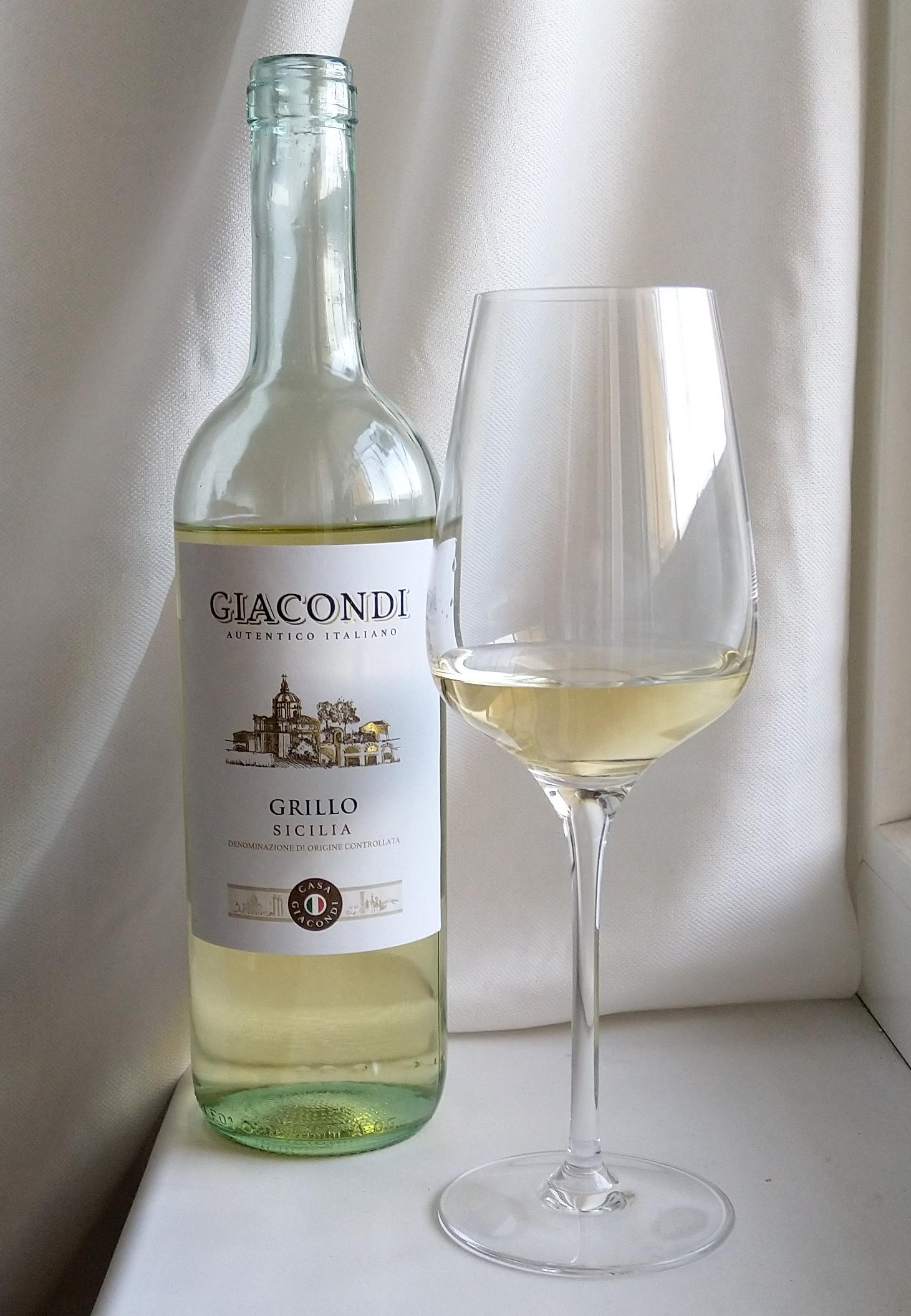
Сухе вино з винограду грілло

Грілло («італ. Grillo») — італійський технічний сорт білого винограду.

## Географія сорту
Сорт є автохтонним для Сицилії, найбільші площі виноградників знаходяться на цьому острові. Також у невеликій кількості вирощується у Лігурії.

## Характеристики сорту
Сорт виведений шляхом селекції з двох сицилійських сортів — Мускат олександрійський (дзібіббо) та Катарратто. Високоврожайний сорт. Лист середній, круглий п'ятикутний, іноді майже орбікулярний; п'ятилопатевий, іноді майже цілий. Осіннє забарвлення листя зелено-жовтувате. Гроно промислової зрілості середнього розміру, циліндричне або конічне, як правило, просте, іноді «крилате», розріджене або помірно компактне. Середня довжина грона 16 см. Ягода середня або велика, куляста, з правильним перерізом (кругла). Шкірка прозора, золотисто-жовта, з неправильно розподіленим кольором (у деяких районах вищезазначений колір замінюється плямами іржавого кольору, різноманітно розсіяними). М'якоть м'ясиста, має солодкий і простий смак. Сік безбарвний, має досить високий вміст цукру. Насіння: середня кількість два на ягоду, іноді може бути одне. Розмір насіння середній, форма витягнута.
Найкращі результати Грілло дає при формуванні лози у формі альберелло — низькорослих дерев, але зараз часто зустрічається також формування кущів на низьких шпалерах.

## Характеристики вина
Грілло є основним сортом для виробництва кріпленого вина марсали. Тривалий час з нього виробляли здебільшого це вино, оскільки цей виноград при зброджуванні дає дуже високий вміст спирту — до 15-16°. При виробництві марсали грілло купажують з двома іншими місцевими сортами — катарратто та інзолією. Але найкращу марсалу виробляють з чистого Грілло. У останній час з цього сорту почали виробляти сухі вина, як купажовані, так і моносортові. Такі вина є дуже якісними, завдяки високому потенціалу для витримки та багатому букету. Головними ароматами у букеті є цитрусові, зелений перець, жасмин. Рідше з Грілло виробляють ігристі вина.